# Hrubá Borša
Hrubá Borša es un municipio del distrito de Senec en la región de Bratislava, Eslovaquia, con una población estimada a final del año 2024 de 1739 habitantes.
Se encuentra ubicado al sureste de la región, en el valle del río Morava y cerca de la frontera con la región de Trnava y con Austria.

## Demografía
| Año        | 1994 | 2004     | 2014     | 2024      |
| ---------- | ---- | -------- | -------- | --------- |
| Población  | 327  | 386      | 623      | 1739      |
| Diferencia |      | +18,04 % | +61,39 % | +179,13 % |

| Año        | 2023 | 2024    |
| ---------- | ---- | ------- |
| Población  | 1672 | 1739    |
| Diferencia |      | +4,00 % |